# Plesiadapiformes
Els plesiadapiformes (Plesiadapiformes) són un subordre extint de primats o, segons alguns científics, un ordre germà dels primats. Les primeres restes de plesiadapiforme trobades a la península Ibèrica (quatre dents molars pertanyents a una espècie no identificada del gènere Arcius) foren descobertes al municipi noguerenc d'Àger per un equip de l'Institut Català de Paleontologia Miquel Crusafont.